# イヴ・ルテルム
イヴ・カミーユ・デジレ・ルテルム（Yves Camille Désiré Leterme、1960年10月6日 - ）はベルギーの政治家。ベルギー北部を支持基盤とするキリスト教民主フランデレン党 (CD&V) 所属。
2008年3月20日から同年12月30日までと、2009年11月25日から2011年12月6日までの2期、首相を務めた。2009年11月25日にヘルマン・ファン・ロンパウ前首相の後任に復権したが、オランダ語圏(フランデレン地域)とフランス語圏(ワロン地域)が対立し2010年4月22日にアルベール2世に辞表を提出し受理された。しかし後継の首相が決まらず、2011年12月6日まで541日間も暫定的に政権を担った。これは正式な政権が存在しない世界最長記録である。

## 政歴

### 1回目の首相
2007年6月の選挙で CD&V は第一党となり、国王アルベール2世によって組閣責任者に任命された。しかし、ベルギー北部のフランデレン地域の自治権拡大を掲げる政策などがベルギー南部のフランス語圏の政党の反発を呼び、連立交渉は長引いた。選挙から半年が経った同年12月、すでに辞意を表明していた首相ヒー・フェルホフスタットが任期を2008年3月までとする暫定内閣を発足させることでいったん合意し、ルテルムは副首相に就任した。暫定内閣の任期満了を控えた3月20日、ルテルムが首相に就任し、選挙から9か月かかった連立交渉はようやく終了した。
2008年7月、連邦制度改革に行き詰まったためにアルベール2世に辞表を提出したが、アルベール2世は受理しなかった。結果的にこれが1度目の辞意表明となる。
2008年12月、国有するフォルティスの株式をBNPパリバに売却した件に関し、一部株主が政府を相手取って起こした訴訟について司法大臣ヨー・ファンドゥールゼンが裁判所に圧力をかけた問題が発覚した。ルテルムは同19日にアルベール2世に対して辞表を提出し、22日に辞任が認められた。後任の首相には CD&V 所属で下院議長のヘルマン・ファン・ロンパウが就任した。

### 首相退任後
2009年7月21日、欧州委員会の開発・人道援助担当委員だったルイ・ミシェルが前月の欧州議会議員選挙で当選したことに伴い、その後任に外相を務めていたカレル・ドゥ・フフトが任命された。この空席となった外相にルテルムが任命された。

### 2回目の首相
同年11月19日に首相のロンパウが、リスボン条約の発効によって設置される常任の欧州理事会議長に指名された。これを受けてロンパウが首相を辞することになり、同月25日にアルベール2世はルテルムを首相に指名した。しかし南北の対立を背景とした連立政権運営は困難を極め、2010年4月に辞意を表明。同年6月には総選挙が実施されたが連立交渉は難航し、ルテルム自身は暫定政権としての首相職にとどまり続けた。2011年2月17日には正式な政権がない世界最長記録を更新し、2011年12月6日になりようやく後継政権が発足し退任した。

## 国歌
ベルギーの建国記念日であった2007年7月21日、RTBFの記者が当時の組閣責任者であったルテルムに、なぜこの日が祝日なのかという質問をした。ルテルムは質問に正しく答えることができず、さらにベルギー国歌『ブラバントの歌』を歌うことを要求されたものの、フランス国歌『ラ・マルセイエーズ』を歌ってしまい、反発を呼んでしまった。翌日、テレビのインタビューで「このようなささいなことに反応しないでほしい。私は、もっと重要な問題に取り組んでいる。彼らは私に損害を与えようとしている。私に損害を与える人間は、遅かれ早かれ報いを受けるだろう。」と応えた。まもなく首相に就任する予定であったルテルムの口から出た報道関係者に対する脅しともとれるこの発言は、フランス語圏のマスコミによって批判されることとなった。